# WonderSwan
La WonderSwan est une console de jeux vidéo portable, créée par Koto Laboratory — fondé par Gunpei Yokoi — et vendue par Bandai. Console de sixième génération, elle sort en 1999 et sera remplacée les années suivantes par la WonderSwan Color et la SwanCrystal avant de disparaitre du marché en 2003.
Équipé d'un processeur 16 bits, elle se positionne comme une alternative à la Game Boy Color et la Neo-Geo Pocket sorties la même année.

## Historique

### Développement
En 1997, des discussions ont lieu entre Sega, entreprise spécialisée dans le jeu vidéo, et Bandai, déjà implanté dans la fabrication de jouets, en vue d'une fusion des deux entreprises. Cependant, les discussions s'arrêtent en mai 1997, certains cadres de Bandai n'étant pas convaincus des compétences de Sega pour vaincre Nintendo et Sony sur le marché des jeux vidéo, alors que Bandai est en plein essor, avec le succès du Tamagotchi, sorti l'année d'avant.
Bandai se rapproche alors de Koto Laboratory, entreprise fondée par Gunpei Yokoi. Ce dernier a quitté Nintendo en 1996 pour fonder sa société et reproduire le « Nintendo d'avant » et développe une console portable avec un écran noir et blanc, similaire à la Game Boy, avec un design plus fin, un meilleur système audio et un écran plus grand. Il conclut un accord pour commercialiser cette console sous la marque Bandai.
En octobre 1998, WonderSwan est présentée à Tokyo officiellement, puis sort en mars 1999 au Japon. Elle rencontre un succès certain. C'est une console monochrome qui se vend bien malgré la sortie un an plus tôt de la Game Boy Color grâce à sa petite taille et sa meilleure autonomie.

### Accueil et ventes
Ces trois modèles se sont vendus à 2 061 193 exemplaires au Japon, leur unique marché[réf. nécessaire].

### Postérité
La WonderSwan connaît deux évolutions : la WonderSwan Color qui apporte un écran couleur et la SwanCrystal qui est une déclinaison de la WonderSwan Color avec un meilleur écran.

### Informations techniques
- Sortie : mars 1999 au Japon
- Prix : entre 35 et 40 euros
- CPU : SPGY-1001 (base sur le CPU NEC V30MZ, clone du Intel 80186) à 3,072 MHz
- RAM : 16 Ko
- Affichage : 224 x 144 pixels, écran LCD de 2.1 pouces sans rétroéclairage. 8 niveaux de gris
- Audio : mono en interne, stéréo avec un adaptateur casque
- Support : cartouches de 128 Mbit maximum
- Dimensions : 74,3 x 121 x 24,3 mm
- Poids : 110 g
- Autonomie : 30 heures avec 1 pile AA